# Alphonso Johnson
Alphonso Johnson (n. 2 februarie 1951) este un basist american de jazz devenit influent încă de la începutul anilor '70.
1. ↑  Alphonso Johnson, SNAC, accesat în 9 octombrie 2017
2. 1 2   https://music.metason.net/artistinfo?name=alphonso+johnson&born=, accesat în 6 noiembrie 2023 Lipsește sau este vid: |title= (ajutor)
3. 1 2   https://www.embamba.com/, accesat în 6 noiembrie 2023 Lipsește sau este vid: |title= (ajutor)
4. 1 2  Montreux Jazz Festival Database[*] Verificați valoarea |titlelink= (ajutor);